# マッサゲタイ
マッサゲタイ（ギリシア語: Μασσαγέται Massagetai、ラテン語：Massagetae）は、紀元前6世紀から紀元前1世紀までその存在が確認される中央アジアの遊牧民および遊牧国家。カスピ海の東側に住んでいたと思われる。

## 歴史

### 起源
その起源は明らかではないが、ヘロドトスの『歴史』には「スキタイ人と同種であるとする人もいる」とある。また、「スキタイ人ははじめアジアの遊牧民であったが、マッサゲタイ人に攻め悩まされた結果、アラクセス河を渡り、キンメリア地方に移ったという。」と記されており、スキタイが東方からやってきたことを示し、マッサゲタイはそれよりさらに東方にいたことを示唆している。

### ヘロドトスの記録

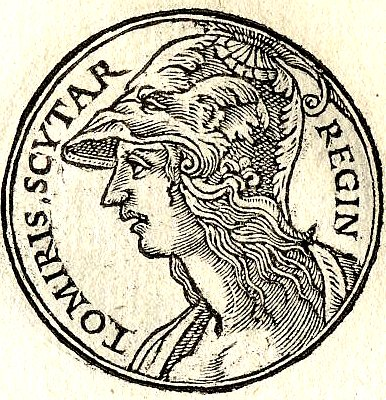
マッサゲタイ女王トミュリス。

アケメネス朝のキュロス2世（在位：紀元前550年 - 紀元前529年）はバビロン人を征服すると、今度はマッサゲタイ人をも配下に収めたくなった。当時マッサゲタイでは、夫に先立たれたトミュリスという名の女性が女王であった。キュロスは使者を通じ、自分の妻に迎えたいと称してこの女王に求婚した。しかしトミュリスは、キュロスが求めているのは自分ではなく、マッサゲタイの王位であることを見抜き、彼の来訪を拒絶した。キュロスは計略が成功しないのをみてとると、アラクセス河畔に兵を進め、公然とマッサゲタイ攻撃の準備をはじめた。軍隊の渡河のため、河上に船橋を組み、渡河用の船の上に櫓を築かせた。この作業を進めているキュロスのもとへ、トミュリスは使者を送って次のように伝えさせた。「どうしてもマッサゲタイと一戦を交えることをお望みならば、手間をかけて河に橋を渡すようなことは止め、我らが河岸から三日の行程で退いた後、河を渡って我が国に入られよ。もしくは我らを貴国内に迎え撃つことをお望みならば、そなたの方も我らと同じようにされたい。」これを聞いたキュロスはペルシア軍の主だった者に召集を命じ、集まった一同に事の次第を告げ、二つのうちいずれかの道をとるべきかを協議した。そして一同の意見は、トミュリスとその軍を自国に迎え撃つべしという説に一致した。しかし、元リュディア王のクロイソスだけがこの説を非難し、これと反対の意見を述べてこういった。「まず、我が陣地に肉のほか生酒も壺にたっぷりと入れ、その他あらゆる料理をそろえておきます。そうしておいて我が軍の最も劣弱な部隊だけを残し、他の者は河の縁まで退きます。もし、私の考えに誤りなくば、敵はこの沢山の御馳走を目にして必ずそこへやってきます。それからあとは我が軍が大いに手柄を表すばかりとなりましょう。」このようにして二つの意見が対立したが、キュロスは最初の説を棄ててクロイソスの意見をとり、トミュリスには自分の方から渡河して向かってゆくから、そちらは退くようにと通告しておいた。こうしてキュロスは麾下の軍隊と共に渡河した。
キュロスはアラクセス河から一日の行程を進んだあと、クロイソスの献策を実行した。準備を整え、キュロスと戦闘部隊だけを残して本隊はアラクセス河に引き上げると、マッサゲタイ人はその部隊の三分の一の勢力でキュロス軍の残留部隊に襲いかかり、抵抗するペルシア人を殺したが、用意された食事を見ると座り込んで食べ始め、腹いっぱいに平らげてしまった。ペルシア軍はマッサゲタイ人が満腹状態で酔いつぶれているところへ襲いかかり、その多数を殺したが、捕虜にした人数はさらに多く、その中にはマッサゲタイ人を指揮していたスパルガピセスというトミュリスの息子もいた。トミュリスは自軍と息子の身に起こったことを知らされると、使者をキュロスのもとへ送り、次のように伝えた。「マッサゲタイの三分の一もの部隊に狼藉を働いたそなたであるが、その罪は問わぬゆえ、私の息子を返し、この国を去れ。さもなければ、マッサゲタイ族の主なる日の神に誓って言うが、血に飽くなきそなたを血に飽かせてしんぜよう。」

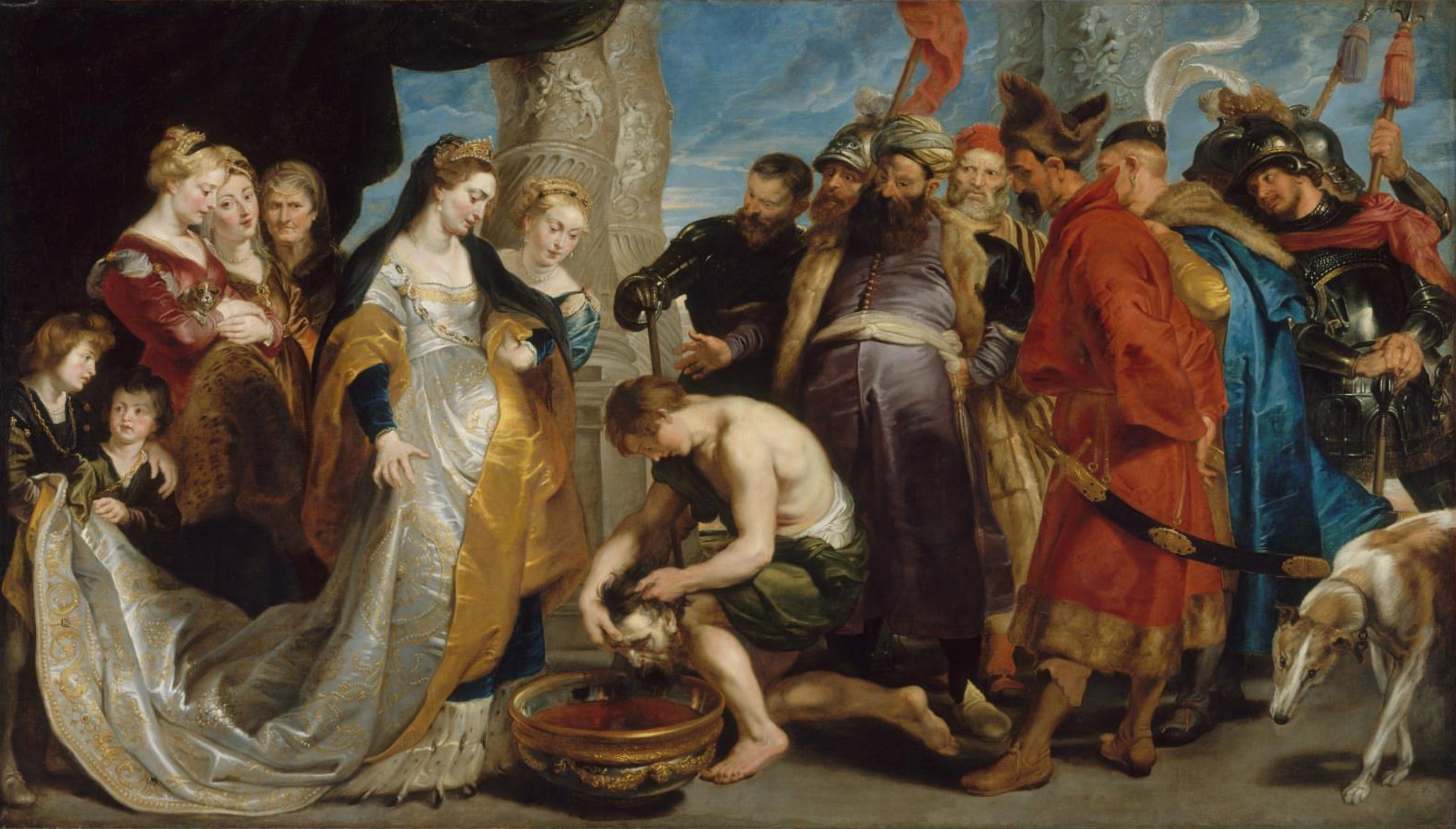
トミュリス女王（左から6人目、ティアラをした女性。ピーテル・パウル・ルーベンス作）

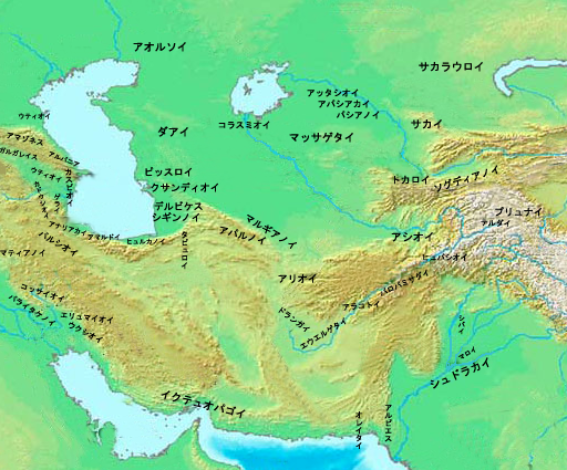
紀元前2世紀頃のマッサゲタイ人の位置。

この口述が伝えられても、キュロスは全く気にもかけなかった。一方、スパルガピセスが酔いから覚めて自分がどのような悲運に陥ったかを覚ると、縛りを解いてほしいと言ってきたので、キュロスは縛りを解いてやった。しかし、すかさずスパルガピセスは自決して果てた。
一方トミュリスは、キュロスが耳を貸さないと知ると、麾下の全兵力を集めてキュロスと戦った。まず、両軍は距離をおいて互いに弓矢で応酬していたが、やがて矢を射つくすと、槍と短剣でもって激突し、混戦となった。長時間にわたって戦い、互いに譲らず、双方ともに退こうとしなかったが、遂にマッサゲタイ軍が勝利し、ペルシアの大部分はここで撃滅され、キュロスも戦死した。
トミュリスは人血を満たした革袋を持ち、ペルシアの戦死者の間からキュロスの遺骸を探し当て、その首を取って革袋の中へ投げ込んだ。かく遺骸を辱めながら女王は言った。
「私は生きながらえて戦いには勝ったが、所詮は我が子を謀略にかけて捕えたそなたの勝利であった。さあ約束通りそなたを血に飽かせてやろう。」

### アレクサンドロスの時代
紀元前329年頃、アレクサンドロスがヤクサルテス（シルダリヤ川）河畔で砦を建設している間に、元ベッソスの側近であったスピタメネスが配下のソグディアナ人，バクトリア人とともにマラカンダ（サマルカンド）で反乱を起こした。これに対しアレクサンドロスはすぐさま鎮圧に向かい、スピタメネスらをマラカンダから駆逐した。その後、スピタメネスらはマッサゲタイ人の土地へ逃れ、そこで補給と騎兵600を手にすると、マッサゲタイ人とともにバクトリアネ地方を襲撃した。この時、ザリアスパ（バクトラ）守備にあたっていたキタラ奏者のアリストニコスを戦死させ、ソシクレスの子ペイトンを捕虜とした。これに対し、マケドニアのクラテロスは全速力でマッサゲタイ人に迫り、マッサゲタイ騎兵と戦って勝利するが、その大部分を逃がしてしまう。その後もスピタメネスは至る所へ出没したが、遂に周辺のスキタイ人3千を味方につけ、ソグディアナ攻撃にかかった。アレクサンドロスの命により、ソグディアナの守備を任されていたのはコイノスであり、彼は反乱軍が迫ってくるのを知ると配下の部隊を率いてこれを迎え撃った。両者の間で激しい戦闘が繰り広げられたが、遂にコイノス側が勝利し、反乱軍からはスピタメネスに従っていたソグディア人，バクトリア人などが投降してきた。一方、マッサゲタイ人，スキタイ人らはスピタメネスを擁して草原地帯へ逃れたが、アレクサンドロスがこちらに向かっていると聞き、スピタメネスの首をはねてアレクサンドロスのもとへ送った。

### ストラボンの記録
ストラボンは紀元前1世紀頃の記録として「カスピ海あたりの住民をダアイと呼び、それよりもっと東方の諸族にはマッサゲタイ、およびサカイが住む。」と記している。

## 習俗

### 衣食住
ヘロドトスは「マッサゲタイ人の服装はスキタイ人のものによく似ており、その生活様式も同様である。」「農耕は全くせず、家畜と魚を食料として生活している。魚はアラクセス河からいくらでも採れる。また飲み物には専ら乳を用いる。」と記している。
また、ストラボンの記録ではマッサゲタイ人は島・沼沢地・山間部・平野部に分かれて住んでいたという。以下はその抜粋。
- 島の住民は種まき用の穀物種を持たず、草木の根を食べ野生の果実を採る。木の皮を身にまとっているが、これは家畜を持たないからである。木の実を押しつぶして飲む。
- 沼沢地に住む人々は魚を食べ、アザラシが海から上って来るのを捕え、その皮を身にまとう。
- 山岳民も当人たちはやはり山野の実りものを食べて生きているが、わずかながら羊を所有し、羊毛や乳が無くなるのを惜しむからこれらを殺して肉を取ることはしない。衣服を様々な染料で染めて飾り、しかも染料はその鮮やかな発色が褪せ難い。
- 平野部の住民は土地を所有しているのに農耕せず、羊や魚にたよって遊牧民かスキタイ族風に暮らしている。

### 婚姻
マッサゲタイにおいて男は一人ずつ妻を娶るが、男たちは妻を共同に使用する。マッサゲタイの男がある女の住む馬車の前に自分の箙（えびら）を懸け、なに憚ることなくその女と交わる。

### 死
マッサゲタイの国では生きていられる年齢の制限というものが格別あるわけではないが、非常な高齢に達すると、縁者が皆集まってきてその男を殺し、それと一緒に家畜も屠って、肉を煮て一同で食べてしまう。こうなることがこの国で幸せな死に方とされており、病死した場合は食わずに地中に埋め、殺されずに生き延びられなかったのは不幸であったと気の毒がる。

### 宗教
神として崇拝しているのは太陽（ヘリオス）だけで、馬を犠牲に供える。神々の中で最も足の速い神（太陽神）には、生きとし生けるものの中で最も足の速いものを供えなければならないらしい。

### 戦の装備
騎兵、歩兵ともに優秀で、弓・短剣・胴鎧・両刃の戦斧を使う。彼らは万事に金と青銅を用いる。槍の穂先・矢じり・戦斧には専ら青銅を用い、頭巾・帯・コルセットなどの装飾には金を使う。馬についても同様に馬の胸当ては青銅の物を用いるが、轡・馬銜（ばみ）・額飾りなどは金を用いる。この地方では銀がとれず、鉄もわずかしか産出しないが、銅と金は豊富である。

## 居住地
ヘロドトスの『歴史』には「マッサゲタイ人は東方のアラクセス河のかなたにイッセドネス人と相対して住む。」「カスピ海の西方を制するのはコーカサス山脈であるが、カスピ海の東方には広漠として視界も及ばぬ大平原が連なっている。この大平原の少なからぬ部分を占めるのがマッサゲタイ族である。」とある。また、ストラボンの『ギリシア・ローマ世界地誌』には「族民は山岳地帯・平原・諸川が作る沼沢地帯、その沼の中のいくつもの島に、それぞれ分かれて定着している。話によると、とりわけアラクセス川が氾濫してこの地方をいくつにも割いたうえ、それぞれの川口を作って北寄りにあるもう一つの海へ注ぎ、その中の一本だけがヒュルカニア湾へ向かって注ぐ。」とある。

## 大月氏説
19世紀前半以来、月氏とマッサゲタイとが同じだとする説があり、ソ連のS.トルストーフはこれを発展させた。これはマッサ（大の意）とゲタイ（gwati）とに分解し、大月氏すなわち月氏（gwatsi）に結び付けたものである。護雅夫・岡田英弘は違うのではないかとしている。

## 参考資料
- ヘロドトス『歴史』松平千秋訳（筑摩書房「世界古典文学全集」、初版1967年、ISBN 4480203109）。別版：岩波文庫（全3巻）、1971年
- アッリアノス『アレクサンドロス大王東征記 上』大牟田章訳（岩波文庫、2001年、ISBN 4003348311）
- ストラボン『ギリシア・ローマ世界地誌Ⅱ』飯尾都人訳（龍溪書舎、1994年、ISBN 4844783777）
- 護雅夫・岡田英弘編『民族の世界史4 中央ユーラシアの世界』（山川出版社、1990年 ISBN 4634440407）
- 林俊雄『興亡の世界史02 スキタイと匈奴』（講談社、2007年、ISBN 9784062807029）